# 吳通玄
吴通玄（8世纪？—791年），唐朝海州（今江苏省连云港市西南）人。
父亲吴道瓘为道士，善于教育诱导儿童。大历年间，唐代宗召他入宫，为太子诸王讲经。唐德宗在东宫为太子，以吴道瓘为师，而吴通玄兄弟，也出入宫庭，他们经常陪侍太子，待遇深厚。吴通玄与兄长吳通微，都博学善写文章，文彩绮丽。吴通玄年幼应神童举，历任秘书正字、左骁卫兵曹、大理评事。建中初年，策贤良方正等科，吴通玄应文词清丽科，登乙第，授同州司户参军、京兆户曹。贞元初年，召充翰林学士。担任起居舍人、知制诰，与陆贽、吉中孚、韦执谊等共同起草诏令。吴通玄词藻婉丽，德宗对他非常爱怜。贞元初年，昭德王皇后崩，诏李纾为谥册文，宰相张延赏、柳浑为祭庙写乐章。进上，都不称旨，于是召吴通玄重写。中旨撰述，不是吴通玄之手笔，皇帝没有满意的。
陆贽富于词藻，特别为唐德宗重视，经历艰难。吴通玄弟兄又因为东宫侍德宗，于是争宠，互相嫌恨。陆贽性情褊急，多次在皇帝面前攻击通玄，又说：“承平时，都是工艺书画之徒，待诏翰林，没有学士。只是至德以后，天子召集贤学士在禁中草诏，因为在翰林院等待进止，所以以翰林学士为名。圣上播迁之时，道路中有时参与任免官员，权且令起草诏制。现在四方无事，百官各司其职，制书的职责，应该归属中书舍人。学士之名，应该取消。”陆贽以吴通玄招引朋党，在禁中排挤自己，想要废掉他，德宗不同意。陆贽权知兵部侍郎，知贡举，正式任命的时候，罢内职，都是吴通玄说坏话的结果。贞元七年（791年），吴通玄自起居郎拜谏议大夫、知制诰。吴通玄以为自己应该早当中书舍人，而反被任命为谏议大夫，非常失望。陆贽与宰相窦参相恶。窦参宠爱从子给事中窦申。每次参与中书拟议，所到之处人称窦申为“喜鹊”。窦申是嗣虢王李则之的从父甥。窦申与李则之亲善。李则之为金吾将军，好学有文采，窦申与李则之暗中结交吴通玄兄弟，合力排挤陆贽。李则之派人造毁谤书，说陆贽考试举人不实，招纳贿赂。当时吴通玄取宗室女为外妇，德宗知道了。听说窦申、李则之诬陷陆贽，派人调查，果然是和吴通玄勾结同谋。德宗大怒，罢免窦参知政事，贬为郴州司马，窦申为锦州司户，李则之为昭州司马，吴通玄为泉州司马。德宗召见他，亲自查问，斥责他污辱近属。走到华州长城驿，赐死。以陆贽为中书侍郎、平章事，代替窦参。